# Ertel Funeral Home
L'Ertel Funeral Home est un funérarium américain à Cortez, dans le comté de Montezuma, au Colorado. Construite en 1936 dans un style Mission Revival qui emprunte quelques éléments à l'architecture Pueblo Revival, elle est inscrite au Registre national des lieux historiques depuis le 7 novembre 1995.